# Furduești, Argeș
Furduești este un sat în comuna Rătești din județul Argeș, Muntenia, România.